# It’s My Life
Az It's my life a Talk Talk második albuma, 1984-ben jelent meg. Sok európai országban bekerült a Top 5-be, köszönhetően a nagy nemzetközi kislemez sikereknek (pl. Such a Shame) mindazonáltal az Egyesült Királyságban a Top 40-es listán csupán a 35. helyig jutott, az USA-ban pedig éppen csak lemaradt a Top 40-ről, 42. lett.

## Dalsorrend
1. "Dum Dum Girl" (Friese-Green/Hollis) – 3:51
2. "Such a Shame" (Hollis) – 5:42
3. "Renée" (Hollis) – 6:22
4. "It's my life" (Friese-Green/Hollis) – 3:53
5. "Tomorrow started" (Hollis) – 5:57
6. "The last time" (Curnow/Hollis) – 4:23
7. "Call in the Night Boy" (Brenner/Harris/Hollis/Webb) – 3:47
8. "Does Caroline know?" (Friese-Greene/Hollis) – 4:40
9. "It's you" (Hollis) – 4:41

## Közreműködők
- Mark Hollis – vokál
- Lee Harris – dobok
- Paul Webb – basszus
- Tim-Friese-Greene – szintetizátorok
- Ian Curnow – szintetizátorok
- Phil Ramocon – zongora
- Robbie McIntosh – gitár
- Morris Pert – ütő hangszerek
- Henry Lowther – trombita
- James Marsh – borítóterv